# Last Train

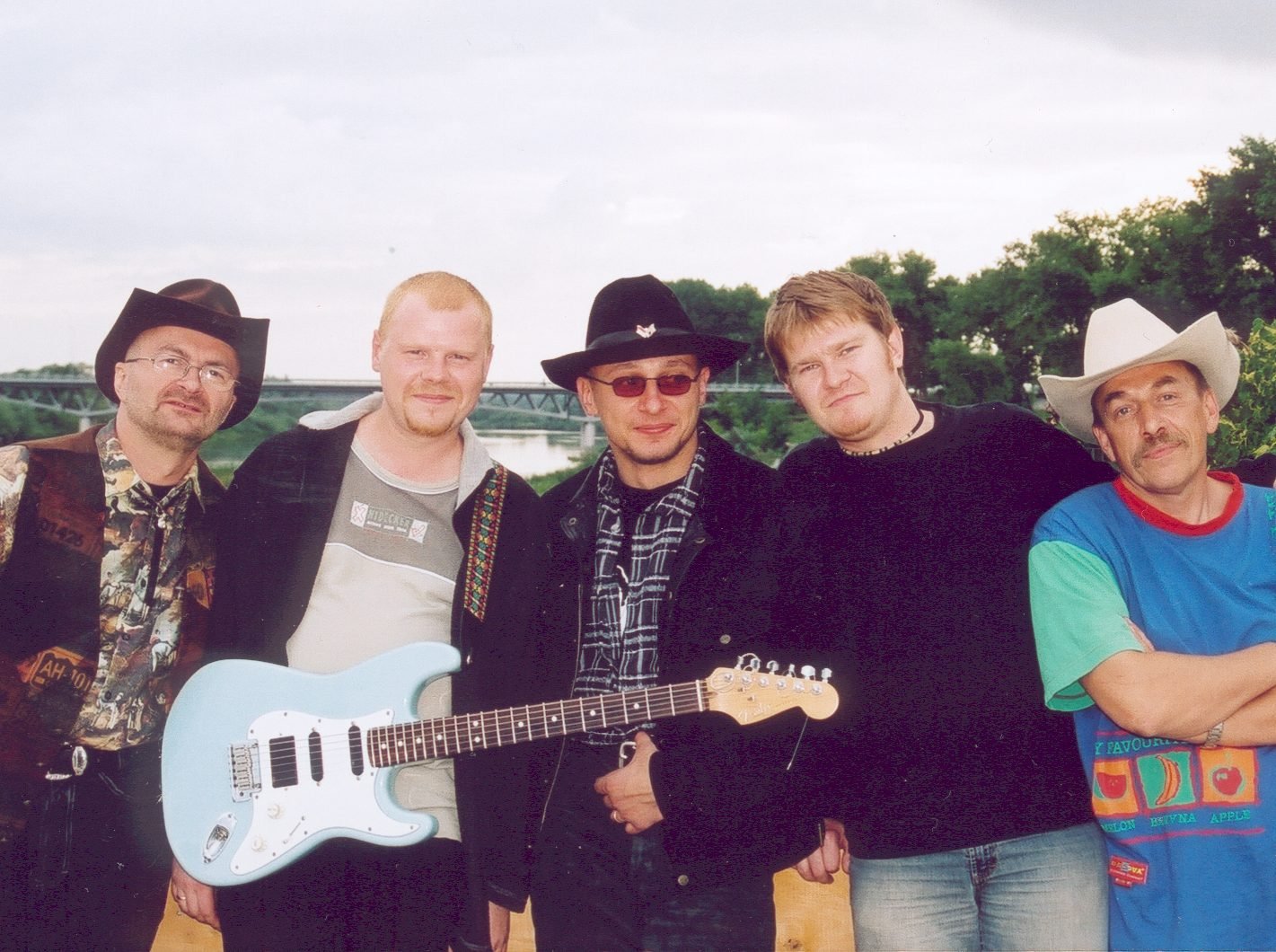
LAST TRAIN, od lewej: Wiesław Mikš, Grzegorz Kluczyński, Tomasz Kamiński, Tomasz Duszczenko, Mirosław Kozioł

Last Train – polski zespół muzyczny wykonujący muzykę country i blues, zorganizowany w Białymstoku przez Wiesława Mikša.

## Skład zespołu
Skompletowany w 2001 Last Train, na muzycznej scenie Białegostoku i Podlasia odegrał szczególną rolę, ponieważ był to pierwszy w regionie, po dwudziestu latach, profesjonalny zespół muzyczny uprawiający muzykę country. Utworzyli go artyści pochodzący z renomowanych zespołów.
Założycielem grupy był Wiesław Mikš – lider, śpiew, gitara i kompozytor. W skład ekipy wchodzili muzycy znani z innych formacji: Mirosław Kozioł – perkusja (Kasa Chorych, później: Bracia i Siostry); Grzegorz Kluczyński – gitara elektryczna (That's It, Orange Band Quartet, Clapton's Brothers, a następnie również Kasa Chorych); Tomasz Kamiński – harmonijka ustna (Formacja FRU, McMahon & Kamiński, Harmonijkowy Atak, później również współpraca z Kasą Chorych); Tomasz Duszczenko – gitara basowa (Blue Łoter). Gościnnie w chórkach śpiewały: Ewa Bura i Katarzyna Garlukiewicz.

## Protoplaści
Wcześniej w Białymstoku muzykę country wykonywał jedynie występujący na przełomie lat 70. i 80. XX wieku Mister Olek Country Band z wokalistką Bożeną Hutnik. Zespół ten wziął udział w 1978 w pierwszej edycji białostockiej Jesieni z bluesem obok takich wykonawców, jak Kasa Chorych, Irjan (Ireneusz Dudek, Jan Janowski), Martyna Jakubowicz, Piotr Pastor, Michał „Lonstar” Łuszczyński, grupa Macieja Pietracho-Ziemskiego, Marek Śnieć. Kilka lat później, Mr Olek Country Band wystąpił na scenie Międzynarodowego Festiwalu Muzyki Country „Piknik Country” w Mrągowie w 1984 i ponownie w 1985, gdzie wykonanie Bożeny Hutnik, która jako pierwsza na Pikniku Country zaśpiewała przebój Tammy Wynette „Stand By Your Man”, spotkało się z doskonałym przyjęciem publiczności. Mr Olek Country Band nie byli pierwszymi białostoczanami na Pikniku Country. Wyprzedził ich jednak Janusz Laskowski, który wystąpił już na pierwszym Pikniku w 1982, w Jeleniej Górze i Karpaczu. W 1985, w ramach cyklu „Country w Barbakanie”, Mr Olek Country Band wystąpił jeszcze w Krakowie wraz z Jeanne Giovanos (Stany Zjednoczone) w towarzystwie Krzysztofa Wierzchonia i Jakuba Świderskiego.
Po kapeli Mr Olek Country Band, na estradzie amfiteatru mrągowskiego przez niemal dwadzieścia lat nie zaprezentował się żaden zespół z Białegostoku. Dokonał tego dopiero Last Train, który wystąpił w Mrągowie w 2003, podczas XXII Międzynarodowego Festiwalu Muzyki Country „Piknik Country”. Dlatego pojawienie się zespołu Last Train stało się ważnym wydarzeniem dla muzycznego środowiska Białegostoku i Podlasia.

## Powstanie zespołu
Pomysł powołania do życia countrowej kapeli w Białymstoku, zrodził się w wyniku korespondencji internetowej prowadzonej pomiędzy Henrykiem Chrostkiem z Los Angeles, (Stany Zjednoczone), a śpiewającym i grającym autorem muzyki i tekstów, Wiesławem Mikšem. Mikš skompletował skład grupy i w marcu 2001 roku w Białymstoku powstał zespół Last Train. Promocją początkowo zajął się Jerzy „Cowboy George” Tokajuk, a po nim rolę menedżera przejął Ryszard „Medman” Kijak, członek władz Stowarzyszenia Muzyki Country.
Zespół został objęty patronatem medialnym przez countrową audycję Muzyczny Dyliżans, prowadzoną najpierw przez Cowboya George’a i Medmana, a następnie tylko przez tego ostatniego: nadawaną co tydzień i trwającą godzinę, utrzymującą się w eterze przez pięć lat, w białostockiej rozgłośni Radio Akadera. Zespół często gościł w tej audycji zarówno w jej wydaniu lokalnym jak i w internetowym, dzięki czemu Muzyczny Dyliżans miał zasięg ogólnopolski. Spośród 218 wydań Muzycznego Dyliżansu, ponad dwadzieścia było poświęconych w całości zespołowi Last Train lub indywidualnym dokonaniom jego członków.

## Osiągnięcia
Spośród zapowiadanych i komentowanych w prasie koncertów Last Trainu należy wymienić te w białostockim klubie Fama 20 lutego 2003, i w pubie Fabryka, wraz z występem Alicji Boncol i jej zespołu Koalicja 8 marca 2003. Natomiast najbardziej owocnym zdaniem znawców muzyki country (Korneliusz Pacuda, Maciej Świątek, Bożena Smolnicka) był udział 25 maja 2003 w polanickich eliminacjach Przepustka do Mrągowa, kwalifikujących zespoły do występów na głównej scenie mrągowskiego Pikniku Country. W Polanicy Last Train zajął pierwsze miejsce, wraz z zespołem Wild West. Dzięki temu zwycięstwu, zdobył prawo do występu na głównej scenie w Mrągowie, gdzie na XXII Międzynarodowym Festiwalu Muzyki Country „Piknik Country” zagrał 26 lipca 2003, przy wypełnionej widowni amfiteatru, tuż przed koncertem Country Europa.
Maciej „Woźnica” Świątek, dziennikarz i redaktor countrowego fanzinu - tygodnika Dyliżans, scharakteryzował zespół w swojej recenzji „Wrażenia z Polanicy": „Do Last Trainu jury właściwie nie miało uwag krytycznych, a chciałem zwrócić uwagę, że zaprezentował zespół dwie bardzo ciekawe piosenki własne: Ameryka i Wiosenny wiatr, zdecydowanie wyróżniające się spośród rodzimych prezentacji. Kawał drogi miał Last Train z Białegostoku do Polanicy, ale w drodze powrotnej ekipa chyba nie narzekała na niewygody. Trafili do Mrągowa za pierwszym podejściem i można mieć nadzieję, że podbiją piknikową scenę. Ogólnie mają sporo szczęścia, bo wspiera ich medialnie Radio Akadera, ale trzeba powiedzieć, że tak na to wsparcie, jak i na mrągowski występ w pełni zasługują”.
Wcześniej, przed mrągowskim „Piknikiem Country”, 12 lipca 2003 Last Train wykonał koncert w Broku podczas Nadbużańskiej Nocy Country, obok Michała „Lonstara” Łuszczyńskiego, Starej Kuźni i grupy Kaktus z Ostrołęki, a następnie w Małkini urządził całonocną jam session.
W uznaniu dotychczasowego dorobku, zespół otrzymał nominację do Dyliżansu 2003 w kategorii „nowy zespół” w plebiscycie nagród na najpopularniejszych wykonawców muzyki country w Polsce, przeprowadzanego przez tygodnik Dyliżans.

## Nagrania
Mimo dużego zaawansowania przygotowań, do nagrania pierwszej płyty nie doszło z powodu braku czasu. Po czterech latach rozwijania kariery, zespół zaprzestał działalności, ze względu na wcześniejsze zobowiązania jego członków, związane z udziałem w innych formacjach. Efektem dokonań kapeli pozostała płyta demo, zawierająca cztery utwory: 1. Amy’s Back in Austin (Brady Seals / Stephen Allen Davis), 2. Honky Tonk Bladź (Wiesław Mikš), 3. Wiosenny wiatr (Wiesław Mikš), 4. Moanin’ the Blues (Hank Williams Sr.). Wśród jeszcze oczekujących na nagranie utworów, zostały skomponowane i napisane przez Wiesława Mikša: Gwiezdna droga, Ameryka, Ballada o Medmanie i kilkanaście innych.

## Ówczesny dorobek muzyków
- Wiesław Mikš (gitara akustyczna, wokal) pochodzi z Olsztyna, jest nauczycielem muzyki, pracuje Białymstoku w gimnazjum i w szkole podstawowej, oraz w Młodzieżowym Domu Kultury[35]. Podczas studiów w olsztyńskiej Wyższej Szkole Pedagogicznej był członkiem uczelnianego chóru, a jednocześnie grał na instrumentach perkusyjnych i congach we freejazzowej grupie Quintet, z którą otrzymał w 1976 wyróżnienie na wrocławskim festiwalu Jazz nad Odrą. Jest laureatem olsztyńskich Spotkań Zamkowych – Śpiewajmy Poezję w 1983 i 1984 oraz finalistą Festiwalu Piosenki i Piosenkarzy Studenckich w Krakowie w 1984. W latach 80. grał i śpiewał poezję w klubach studenckich, otrzymywał nagrody na festiwalach i przeglądach (w Myśliborzu, Włocławku, Giżycku i w Augustowie). W 1991 występował z recitalem piosenek poetyckich w klubie White Eagle na Brooklynie, Nowy Jork (Stany Zjednoczone), a także – z okazji Dnia Polskiego – w London koło Toronto (Kanada). Brał też udział w finałach Ogólnopolskiego Przeglądu Piosenki Autorskiej w Warszawie w 2000 i 2001. Jest pomysłodawcą i liderem zespołu Last Train, oraz autorem muzyki i tekstów[36].
- Grzegorz Kluczyński (gitara elektryczna) pracował jako nauczyciel gry na gitarze elektrycznej i na klasycznej[12]. Grał w formacjach jazzowych That's It, Orange Band Quartet, oraz w bluesowej Clapton's Brothers, w skład której wchodzili członkowie zespołu Kasa Chorych. Współtworzył zespół Last Train.
- Tomasz Kamiński (harmonijka ustna) to z wykształcenia filozof. Jest liderem odnoszącego duże sukcesy na scenie bluesowej zespołu Formacja FRU. Znany również z duetu McMahon & Kamiński. Działał w Polskim Stowarzyszeniu Bluesowym, gdzie był członkiem rady konsultacyjnej i członkiem komisji rewizyjnej[37]. Miłośnik motocykli i sportów ekstremalnych. Do zespołu LT dołączył w styczniu  2003.
- Mirosław Kozioł (perkusja) był członkiem zespołu Kasa Chorych w latach 1976-1984[8][9], następnie grupy Bracia i Siostry[10], później funkcjonował jako muzyk sesyjny.
- Tomasz „Duch” Duszczenko (gitara basowa) – najmłodszy (wiekiem) członek zespołu[20]. Grał także w zespole Blue Łoter.
- Wojciech Mickiewicz (akordeon i instrumenty klawiszowe) – z grupą Last Train współpracował krótko.